# Gestión de la capacidad
La gestión de la capacidad es un proceso utilizado para gestionar las tecnologías de la información (a partir de aquí TI). El objetivo es asegurar que la capacidad de los sistemas de TI cumplen los requisitos presentes y futuros de la organización con unos costes asumibles. Una de las definiciones habituales de gestión de la capacidad se encuentra definida por el marco de trabajo ITIL. Las distintas versiones de ITIL consideran que la gestión de la capacidad engloba tres subprocesos: gestión de la capacidad de negocio, gestión de la capacidad del servicio y gestión de la capacidad de los componentes (conocido como gestión de la capacidad de los recursos en la versión 2 de ITIL).
A medida que el uso de los servicios TI cambia y las funcionalidades evolucionan, la capacidad de procesamiento, memoria, etc. también cambia. Es necesario entender el impacto de carga en los recursos/infraestructura de la demanda de Negocio actual y como esta cambiará a lo largo del tiempo, para planificar los planes de acción necesarios que garanticen que se cubren las necesidades del Negocio al tiempo que se eliminan la previsión de riesgos (posible saturación de sistemas, posible rotura de Sla´s, etc.) para que la gestión de servicios TI sea proactiva y se simplifique (menor nº de incidencias). Por ejemplo, si hay subidas repentinas de necesidad de capacidad de procesamiento a una determinada hora del día, debe analizarse que ocurre en esas horas y realizar los cambios necesarios para maximizar las infraestructuras necesarias, como por ejemplo realizar una puesta a punto de las aplicaciones o programar ciclos de proceso por lotes a un horario con menor uso.
Estas actividades se realizan para optimizar el rendimiento y la eficiencia, y para planificar y justificar inversiones. La gestión de la capacidad tiene en cuenta:
- Monitorización del rendimiento y la carga de un servidor o conjunto de servidores.
- Análisis del rendimiento y medición de datos, incluyendo análisis del impacto de nuevas instalaciones en la capacidad
- Ajustes de rendimiento para asegurar el uso más eficiente de la infraestructura
- Comprensión de las demandas del servicio y planes futuros de aumento o disminución de carga
- Influencia en la petición de recursos informáticos
- Planificación de la capacidad y desarrollo de un plan para el servicio.

La gestión de la capacidad interacciona con la disciplina de ingeniería del rendimiento, tanto durante la toma de requerimientos como las actividades de diseño y construcción de un sistema, así como al utilizar la monitorización del rendimiento para obtener información de la capacidad de los sistemas utilizados.
Resulta cada vez más importante mantener un vínculo constante con la gestión de la demanda, de manera que se pueda influir con un criterio de rendimiento y eficiencia para toda entrada de nueva necesidades (proyectos, nuevos servicios, etc.)
La gestión de la capacidad es un proceso utilizado para planificar la ocupación de los procesos industriales por el que se determina la capacidad teórica del proceso y su ocupación según la demanda, de manera que se alcance un óptimo de instalación y respuesta a la demanda. 
- Datos: Q5879072